# Bayer 04 Leverkusen
Bayer 04 Leverkusen, službeno Bayer 04 Leverkusen Fußball GmbH, njemački je nogometni klub iz grada Leverkusena, Sjeverna Rajna-Vestfalija. Trenutačno se natječe u Bundesligi. 

## Uspjesi

### Domaći uspjesi
- Njemačko prvenstvo/Bundesliga
  - Prvak: 2023./24.
  - Doprvak: 1996./97., 1998./99., 1999./00., 2001./02., 2010./11., 2024./25.

- DFB-Pokal
  - Osvajač: 1992./93., 2023./24.
  - Finalist: 2001./02., 2008./09., 2019./20.

- DFL-Supercup
  - Osvajač: 2024.
  - Finalist: 1993.

### Europski uspjesi
- Liga prvaka
  - Finalist (1): 2001./02. (finale)

- UEFA Europska liga
  - Finalist (1): 2023./24. (finale)

- Kup UEFA
  - Prvak (1): 1987./88. (finale)

## Grbovi kroz povijest
- 1923. – 1928.
- 1928. – 1938.
- 1948. – 1965.
- 1965. – 1970.
- 1970. – 1976.
- 1976. – 1984.
- 1984. – 1990.
- 1990. – 1996.
- od 1996.

## Klupski rekorderi
| Rang | Nat. | Igrač            | Razdoblje     | Nastupi |
| ---- | ---- | ---------------- | ------------- | ------- |
| 1.   |      | Rüdiger Vollborn | 1982. – 1999. | 487     |
| 2.   |      | Thomas Hörster   | 1977. – 1991. | 453     |
| 3.   |      | Ulf Kirsten      | 1990. – 2003. | 448     |
| 4.   |      | Stefan Kießling  | 2006. – 2018. | 444     |
| 5.   |      | Carsten Ramelow  | 1996. – 2008. | 437     |
| 6.   |      | Jonathan Tah     | 2015. – danas | 388     |
| 7.   |      | Simon Rolfes     | 2005. – 2015. | 377     |
| 8.   |      | Gonzalo Castro   | 2005. – 2015. | 370     |
| 9.   |      | Bernd Schneider  | 1999. – 2009. | 366     |
| 10.  |      | Lars Bender      | 2009. – 2021. | 342     |

| Rang | Nac. | Igrač              | Razdoblje     | Golovi |
| ---- | ---- | ------------------ | ------------- | ------ |
| 1.   |      | Ulf Kirsten        | 1990. – 2003. | 240    |
| 2.   |      | Stefan Kießling    | 2006. – 2018. | 162    |
| 3.   |      | Dimitar Berbatov   | 2001. – 2006. | 91     |
| 4.   |      | Herbert Waas       | 1982. – 1990. | 87     |
| 5.   |      | Christian Schreier | 1984. – 1991. | 83     |
| 6.   |      | Patrik Schick      | 2020. – danas | 74     |
| 7.   |      | Paulo Sérgio       | 1993. – 1997. | 64     |
| 8.   |      | Cha Bum-Kun        | 1983. – 1989. | 63     |
| 9.   |      | Lucas Alario       | 2017. – 2022. | 58     |
| 10.  |      | Karim Bellarabi    | 2011. – 2023. | 57     |

## Poznati igrači
- Rudi Völler
- Udo Lattek
- Ulf Kirsten
- Andreas Thom
- Jens Nowotny
- Michael Ballack
- Lúcio
- Zé Roberto
- Bernd Schuster
- Carsten Ramelow
- Oliver Neuville
- Bernd Schneider
- Thomas Brdarić
- Yıldıray Baştürk
- Zoltán Sebescen
- Boris Živković
- Arturo Vidal
- Sami Hyypiä
- Hans-Jörg Butt
- Bruno Labbadia
- Toni Kroos
- Diego Placente
- Robert Kovač
- Niko Kovač
- Marko Babić
- Hakan Çalhanoğlu
- Paulo Rink
- Stefan "Paule" Beinlich
- André Schürrle
- Paulo Sérgio
- Manuel Friedrich
- Theofanis Gekas
- Paul Freier
- Clemens Fritz
- Tranquillo Barnetta
- Jurica Vranješ
- René Adler
- Emir Spahić
- Simon Rolfes
- Andriy Voronin
- Michael Rensing
- Stefan Kießling
- Jacek Krzynówek
- Gonzalo Castro
- Zoran Mamić
- Eren Derdiyok
- Domagoj Vida
- Josip Drmić
- Lars Bender
- Josip Tadić
- Christoph Kramer
- Junior Fernándes
- Anel Džaka
- Josip Stanišić
- Florian Wirtz
- Patrik Schick

## Poznati treneri
- Berti Vogts
- Erich Ribbeck
- Christoph Daum
- Klaus Toppmöller
- Michael Skibbe
- Klaus Augenthaler
- Sami Hyypiä
- Xabi Alonso

## Vanjske poveznice
- Službene klupske stranice na engleskom jeziku